# Laird's lug
En los castillos escoceses, un laird's lug (en escocés, literalmente, 'oreja del señor', era un sistema de escucha secreto consistente en un conducto o tubo que llevaba desde, por ejemplo, desde el gran salón-comedor a un pequeño cuarto secreto, normalmente adjunto al dormitorio principal del dueño del castillo, usado para poder así escuchar a los invitados o al servidumbre. A veces, se encontraban junto a la chimenea del salón-comedor, como en el castillo de Kinkell o incluso detrás de la chimenea, como en el castillo MacLellan.
Ejemplos incluyen los del castillo de Edimburgo, el castillo de Muchalls, el castillo de Fraser, el castillo de Crathes o el castillo MacLellan.
Una variante era una pequeña ventana, que permitía ver más que escuchar, y que tendría una función parecida a la mirilla.